# ポール・ヴィノグラドフ (法制史学者)
ポール・ガヴリロヴィチ・ヴィノグラドフ（パーヴェル・ガヴリロヴィチ・ヴィノグラドフ、露: Пáвел Гаври́лович Виногрáдов、英: Paul Gavrilovich Vinogradoff、1854年11月30日（ロシア暦11月18日） - 1925年12月19日）は、ロシアの法制史学者（後にイギリスに帰化）。

## 生涯
帝政ロシア時代のコストロマに生まれる。1875年にモスクワ大学を卒業後、ベルリン大学に留学、ハインリヒ・ブルンナーやテオドール・モムゼンの元で学ぶ。一旦帰国して母校で教鞭を執るものの、後にイタリアやイギリスに留学して、イギリスではフレデリック・メイトランドらと親交を結んだ。1884年にイギリスからの帰国後にイギリスの封建体制に関する論文を書いて学位を得て、3年後にはモスクワ大学の教授となった。
1892年にイギリスで論文集『イギリスの隷農制』（Villainage in England）が刊行されたほか、日本語訳された著書としてはイングランドの荘園形成の歴史を論じた『イギリス荘園の成立』（1904年）や中世西欧諸国の慣習法や封建法とローマ法の関係を論じた『中世におけるローマ法』（1909年）、英米法を中心とした一般向けの法学概論である『法における常識』（1914年）、法学研究論を論じた『権利と慣習』（1925年）などがある。この他に荘園やドゥームディブックなどの研究を通じた封建制研究や未完に終わった法制史書『歴史法学概観』（1920年以後）など、生涯の著作は歴史・法律などにわたって260以上存在する。
ヴィノグラドフは語学に堪能でありロシア語以外にも英語・ドイツ語・フランス語・イタリア語・ノルウェー語については原典を直接読解し会話に不自由しなかったとされ、最大で12ヶ国語が話せたとも言われている。
また、演劇愛好家でチェス・ピアノ・絵画・彫刻を嗜むなど芸術分野にも一家言を持つことでも知られていた。
だが、その人生は決して安定したものではなかった。モスクワ大学において大学の自治と学問の自由を擁護する立場に立ち、1897年にはモスクワ市の市議会議員にも選ばれたヴィノグラドフは次第に政府と対立するようになった。1901年に学生運動対策のための政府委員に選ばれたヴィノグラドフは、非常に穏健で政府よりの提案（教授同席の元での非政治的な会合以外の学生の会合を禁じる）を行ったのにも拘らず、文部大臣ピョートル・ヴァンノフスキーが一顧だにもしなかったことに失望してモスクワ大学を辞職した。モスクワ市民はこれに憤慨して市当局の圧力にも拘らず、ヴィノグラドフとの別れを惜しんで駅に集まったと言われている。1903年にオックスフォード大学コーパス・クリスティ・カレッジの法学教授となり、法制史と法学概論を担当することとなり、以後ここを生活の拠点とした。
ただし、ロシア政府との関係は徐々に回復しつつあった。血の日曜日事件後に首相となったピョートル・ストルイピンは、ヴィノグラドフに帰国して文部大臣に就任するように求めた。交渉は途中まで上手くいったものの、教授の任用資格を巡る問題が政府の反ユダヤ主義批判に発展したために交渉はもつれて失敗に終わった。
1908年には定員外教授として再びモスクワ大学で講座を持つこととなった。ところが、やがて再び反動政策が行われ始めた1911年、ヴィノグラドフは講義中の教室に警察のスパイが潜入しているのを発見すると憤慨して講義を放棄することで抗議の姿勢を示し、間もなくアレクサンドル・マヌイロフ総長とともに辞任した。その後はオックスフォードでの講義と著作に専念したが、1917年にはイギリス中世史などの研究と露英関係に対する功労によってナイトの称号を与えられた。だが、イギリスの学会内ではヴィノグラドフがアングロ・サクソン人の共同体を過大評価してノルマン・コンクエスト以後のノルマン人によるイングランド支配体制の確立を形式的あるいは過小評価しているとする批判が出されるようになった。
ヴィノグラドフにとって最も大きな衝撃となったのは1917年のロシア革命であった。彼は失意のうちに翌年イギリスの市民権を得てロシアと訣別することとなる。1925年、ソルボンヌ大学での名誉学位授与のためにパリ滞在中に肺炎を悪化させ、71歳の生涯を閉じた。